# Vagabonds
Die Vagabonds sind eine französische Breakdance-Gruppe, die im Jahr 2000 in Paris von ehemaligen Mitgliedern der Crew The Family gegründet wurde.
Im Laufe der Jahre veränderte sich die Zusammenstellung der Vagabonds, da einige Mitglieder der Anfangszeit sich entschlossen ihre eigenen Wege zu gehen und stattdessen junge Breaker zu ihnen stießen.
Die Vagabonds Crew gehört heute zu den erfolgreichsten Gruppen der französischen Breakdance-Szene und gewann 2006 den Battle of the Year (vergleichbar mit dem Gewinn einer Weltmeisterschaft).

## Geschichte
Ende der 90er Jahre war die Breakdance-Formation The Family aus Paris die international erfolgreichste Gruppe Frankreichs und nahm eine Führungsrolle in der dortigen Szene ein. Unter den Mitgliedern befanden sich auch die damals noch recht jungen B-Boys Salah, Lamine, Momo und Laos. Doch die strenge Rangordnung und die zunehmend schlechte Stimmung in der Crew missfiel ihnen. Deshalb verließen sie diese und gründeten zusammen mit den Breakern Sim, Rachid, Hajar und Ilaria im Jahr 2000 die Vagabonds.
Die neue Pariser Gruppe machte schnell durch ihr frisches und energiegeladenes Auftreten auf Jams und durch diverse Erfolge in Battles in der französischen Szene auf sich aufmerksam.
2001 verpassten die Vagabonds im Finale des Battle of the Year France vor mehreren tausend Zuschauern gegen die Wanted Posse in einem der spannendsten Battles der Breakdance-Geschichte knapp die Qualifikation zum International Battle of the Year (kurz BOTY) in Deutschland. Mit einigen Neuzugängen (z. B. Nono) schafften sie 2002 schließlich diese, indem sie gegen die Crew Pockemon beim Battle of the Year France gewannen. Auf dem International Battle of the Year in Braunschweig zogen sie nach einer fast 12 Minuten dauernden Show, für welche sie den Titel „Best Show“ gewann, in den Final-Battle ein. Jedoch unterlagen sie dort der koreanischen Gruppe „Expression“.
In den folgenden Jahren nahmen die Vagabonds seltener an Crew-Battles teil und errangen auch keinen bedeutenderen Titel. Außerdem verließen fast alle Breaker der ersten Generation die Gruppe, um neue Herausforderungen zu suchen.
So formierten sich die Vagabonds mit jungen B-Boys neu und konzentrierten sich wieder auf Battles.
Im Jahr 2006 schließlich gewannen sie erst den Battle of the Year France vor über 6500 Zuschauern und siegten dann beim International BOTY im Final-Battle gegen den Titelverteidiger Last for One aus Südkorea. Da sie auch den Titel der „Best Show“ erringen konnten, sind sie die erste Crew in der Geschichte des BOTY, die beide Auszeichnungen auf einmal gewinnen konnte.
2007 traten die Vagabonds jedoch nicht zur Titelverteidigung beim International BOTY an, sondern tourten mit ihrer Bühnenshow Alien unter anderem durch Frankreich, Tunesien und Italien.
Im Jahr 2008 nahmen die Vagabonds wieder an bedeutenden Battles wie der B-Boy Unit France teil. Bei den UK B-Boy Championships Europe, der Qualifikation für die World Finals in London, im Rahmen des International Breakdance Events in Heerlen, scheiterten sie im Finale an der holländischen Crew Rugged Solutions.

## Bedeutendste Erfolge
- 2. Platz BOTY France 2001
- 1. Platz und "Best Show" BOTY France 2002
- 2. Platz und "Best Show" International BOTY 2002
- 1. Platz  BOTY France 2006
- 1. Platz und "Best Show" International BOTY 2006
- 2. Platz UK B-Boy Championships Europe 2008
- 1. Platz UK B-Boy Championships 2010
- 1. Platz und "Best Show" International BOTY 2011
- 1. Platz UK B-Boy Championships 2011[1]

## Aktuelle Mitglieder
Mohamed (Momo), Nordine (Nono), Mounir, Abdel, Kamel (BossK), Karim (Pepito), Sofiane (Soan), Nié (Sayan)

## Ehemalige Mitglieder
Lamine, Salah, Laos, Sim, Hajar, Ilaria, Rachid, Teo, Neil, Jean-Jacques

## Sonstiges
- Momo ist auch Gründer der Aphrodites, einer B-Girl Crew.

- Lamine, der heutzutage einer der angesehensten und erfolgreichsten Choreographen Frankreichs ist, engagiert sich als Organisator und Juror von Breakdance-Battles weiterhin für die Szene. Er hat auch bei TV-Tanzshows in der Jury gesessen.

- Salah ist einer der führenden Tänzer speziell des Popping und Locking, zwei Tanzformen des Breakdance, und hat in diesem Bereich viele Solo- und Duo-Battles sowie mit seinen Auftritten in Fernsehshows gewonnen. Auch er ist als Juror aktiv.